# Paul Lauterbur
Paul Christian Lauterbur (n. 6 mai 1929, Sidney⁠(d), Ohio, SUA – d. 27 martie 2007, Urbana, Illinois, SUA) a fost chimist și radiolog american. Împreună cu Peter Mansfield, a obținut, în 2003, Premiul Nobel pentru Fiziologie sau Medicină pentru contribuțiile în domeniul medicinei care au permis dezvoltarea tehnologiei imaginilor prin rezonanță magnetică nucleară.